# Olga Alexejewna Nikitina
Olga Alexejewna Nikitina (russisch Ольга Алексеевна Никитина; * 26. November 1998 in Moskau) ist eine russische Säbelfechterin, Welt- und Europameisterin.

## Erfolge
2019 gewann sie bei den Weltmeisterschaften in Budapest zusammen mit Jana Jegorjan, Sofija Posdnjakowa und Sofja Welikaja die Goldmedaille mit der russischen Säbel-Mannschaft. Bei den Fechteuropameisterschaften in Düsseldorf gewann Nikitina die Goldmedaille mit der russischen Säbel-Mannschaft (zusammen mit Jegorjan, Posdnjakowa und Welikaja). Im Einzel belegte sie den 6. Platz. Bei den 2021 ausgetragenen Olympischen Spielen 2020 in Tokio wurde sie mit der Mannschaft Olympiasiegerin.
2017 und 2019 gewann Nikitina die russischen Meisterschaften im Einzel.